# Жиданів
Жиданів — колишнє село, входило до складу Шатрищенської сільської ради, Ямпільський район, Сумська область.
Станом на 1986 рік в селі проживало 10 людей. Дата ліквідації села невідома.

## Географічне розташування
Село знаходиться на правому березі річки Івотка, вище по течії за 2 км знаходиться село Папірня. Село оточене великим сосновим масивом.